# Leptoclinides echinatus
Leptoclinides echinatus är en sjöpungsart som beskrevs av Takasi Tokioka 1954. Leptoclinides echinatus ingår i släktet Leptoclinides och familjen Didemnidae. Inga underarter finns listade i Catalogue of Life.